# Коль, Бернхард
Бернард Коль (р. 4 января 1982, в Вене, Австрия) - австрийский профессиональный шоссейный велогонщик, хороший горовосходитель. В 2006 году начал выступать за профессиональную велокоманду T-Mobile. С 2007 года по 2008 выступал за Gerolsteiner. В начале сезона 2009 г. подписал контракт с Silence-Lotto на 3 года, но завершил карьеру 25 мая 2009 года в связи с допинг-скандалом. Чемпион Австрии-2006 в шоссейных велогонках, занял третье место на Дофине Либере. Выиграл "гороховую" майку (иначе майку "Горного короля") лучшего велогонщика по горным этапам по итогам Тур де Франс-2008, а также занял третье место в генеральной классификации.
13 октября, 2008 года, L'Equipe заявила, что допинг-тест Коля дал положительный результат на наличие CERA, использовавшегося во время Тура-2008. Если результаты Коля будут аннулированы, то третьим в генеральной классификации станет Денис Меньшов, а победитель гонки Карлос Састре станет победителем также и в горной номинации.